# Cantón de Albens
El cantón de Albens (en francés canton d'Albens) era una división administrativa francesa, que estaba situada en el departamento de Saboya y la región de Ródano-Alpes.

## Composición
El cantón estaba formado por ocho comunas:
- Albens
- Cessens
- Épersy
- La Biolle
- Mognard
- Saint-Germain-la-Chambotte
- Saint-Girod
- Saint-Ours

## Supresión del cantón
En aplicación del decreto n.º 2014-272 del 27 de febrero de 2014, el cantón de Albens fue suprimido el 1 de abril de 2015 y sus 8 comunas pasaron a formar parte del nuevo cantón de Aix-les-Bains-1.